# 句號 (歌曲)
《句號》 (英語：Full Stop) 是香港歌手鄧紫棋於2019年11月22日發行的單曲，作為個人第七張專輯《摩天動物園》主打單曲，歌曲講述了她與蜂鳥音樂解約的來龍去脈以及對前經紀人張丹的失望。

## 創作背景
鄧紫棋憑藉歌曲《句號》回顧12年從藝之路，曾經一張白紙的她漸漸學會，有些事情不可以讓步、對別人寬容就是對自己殘忍。她也希望借歌曲鼓勵所有站在人生十字路口、對於未來感到迷惘的人，身在其中當局者迷，抬頭展望海闊天空，不管前面有多艱辛，正面應戰就對了，畫一個「句號」沒那麼難。

## 音樂錄影帶
音樂影片在2019年11月21日於YouTube平台上發佈，由新銳導演邱柏昶執導。音樂影片在發佈首日獲得一百萬觀看人次，第二天獲得二百萬觀看人次。G.E.M.在MV中的髮型是參考專輯《18...》的《想講你知》和《All About U》MV。

## 製作名單
名單來源：歌曲《句號 Full Stop》MV
- 鄧紫棋 – 聲樂、詞曲作家、製作人、編曲、和音
- T-Ma 馬敬恆 – 製作人、編曲
- Richard Furch – 混音

## 商業表現
《句號》在發佈當天於香港KKBOX華語單曲日榜獲得第二位，之後超過周杰倫《說好不哭》，連續八天獲得第一位。另外在KKBOX華語新歌日榜連續二十五天位居榜首。同時，在華語新歌週榜和華語單曲週榜分別連續三星期、連續兩星期獲得第一位。
臺灣方面，歌曲發佈當天在KKBOX華語新歌日榜獲得第三位，另外在華語單曲日榜首日登上第八位。在兩個榜單分別連續二十五天位居榜首。同時，在華語新歌週榜和華語單曲週榜分別連續三星期獲得第一位。

## 榜單表現
| 地區 | 榜單              | 最高排名 |
| ---- | ----------------- | -------- |
| 香港 | KKBOX華語單曲日榜 | 1        |
| 香港 | KKBOX華語新歌日榜 | 1        |
| 臺灣 | KKBOX華語單曲日榜 | 1        |
| 臺灣 | KKBOX華語新歌日榜 | 1        |

| 地區 | 榜單               | 最高排名 |
| ---- | ------------------ | -------- |
| 香港 | 新城電台勁爆本地榜 | 2        |
| 香港 | KKBOX華語新歌週榜  | 1        |
| 香港 | KKBOX華語單曲週榜  | 1        |
| 臺灣 | KKBOX華語新歌週榜  | 1        |
| 臺灣 | KKBOX華語單曲週榜  | 1        |
| 中国 | QQ音樂香港地區榜   | 1        |